# Luigi Zoja
Luigi Zoja (Varese, 19 agosto 1943) è uno psicoanalista e sociologo italiano.
Laureatosi in economia, ha compiuto le sue prime ricerche sociologiche nella seconda metà degli anni sessanta. Ha poi studiato presso il C.G. Jung Institut di Zurigo. 

## Biografia e carriera
Dopo la laurea a Milano, ha continuato per un breve periodo con studi in ambito sociologico a partire dalla fine degli anni sessanta. Di lì a poco, ha frequentato l'Istituto C.G. Jung di Zurigo, presso cui ha conseguito il diploma di psicologo analista e successivamente ha iniziato a insegnare..
È stato sposato con la psicoanalista Silvana Plateo. Ad oggi è sposato con la psicoanalista junghiana Eva Pattis Zoja con cui ha una figlia.
Ha lavorato in passato a Zurigo e New York, ed attualmente lavora a Milano. 
Già membro dell'Association of Graduate Analytical Psychologists e della Schweizerische Gesellschaft fur Analytische Psychologie, dal 1984 al 1993 è stato presidente del CIPA (Centro Italiano di Psicologia Analitica). Dal 1998 al 2001, ha presieduto la International Association for Analytical Psychology (IAAP).
Dal 2001 al 2007, è stato presidente del Comitato Etico internazionale dell'IAAP.
Pubblica articoli su L'Unità, Il Fatto Quotidiano, Il Venerdì di Repubblica e Il manifesto.
I suoi saggi e libri sono stati variamente tradotti all'estero in molte lingue, interpretano vari comportamenti problematici del giorno d'oggi (dipendenze, consumismo sfrenato, assenza di una figura paterna, la proiezione in politica di odio e paranoia, e vari altri) alla luce dei miti, della tradizione letteraria e delle tematiche archetipiche.

## Opere
- (a cura di)  Problemi di psicologia analitica. Una antologia post-junghiana, Napoli, Liguori, 1983, ISBN 88-207-1168-0.
- Nascere non basta. Iniziazione e tossicodipendenza, Milano, Raffaello Cortina, 1985, ISBN 88-7078-046-5. Milano, Raffaello Cortina, 2003, ISBN 88-7078-840-7.
- Crescita e colpa. Psicologia e limiti dello sviluppo, Milano, Anabasi, 1993, ISBN 88-417-5004-9.
- Coltivare l'anima, Bergamo, Moretti & Vitali, 1999, ISBN 88-7186-135-3.
- Il gesto di Ettore. Preistoria, storia, attualità e scomparsa del padre, Torino, Bollati Boringhieri, 2000, ISBN 88-339-1292-2. (Premio Palmi, 2001).
- James Hillman et al., L'incubo globale. Prospettive junghiane a proposito dell'11 settembre, edizione italiana a cura di Luigi Zoja, Torino, Bollati Boringhieri, 2002, ISBN 978-88-7186-213-2.
- Storia dell'arroganza. Psicologia e limiti dello sviluppo, Bergamo, Moretti & Vitali, 2003, ISBN 88-7186-232-5.
- Giustizia e bellezza, Torino, Bollati Boringhieri, 2007, ISBN 978-88-339-1760-3.
- La morte del prossimo, Torino, Einaudi, 2009, ISBN 978-88-06-17781-2.
- Contro Ismene. Considerazioni sulla violenza, Torino, Bollati Boringhieri, 2009, ISBN 978-88-339-1988-1.
- Centauri. Mito e violenza maschile, Roma-Bari, Laterza, 2010, ISBN 978-88-420-9391-6.
- Al di là delle intenzioni. Etica e analisi, Torino, Bollati Boringhieri, 2011, ISBN 88-339-2145-X.
- Paranoia. La follia che fa la storia, Torino, Bollati Boringhieri, 2011, ISBN 978-88-339-2244-7.
- Utopie minimaliste, Milano, Chiarelettere, 2013, ISBN 978-88-6190-355-5. (Premio Nazionale Rhegium Julii Walter Mauro per la saggistica[2]).
- Psiche, Torino, Bollati Boringhieri, 2015, ISBN 978-88-339-2640-7.
- Il gesto di Ettore. Preistoria, storia, attualità e scomparsa del padre, nuova edizione rivista, aggiornata e ampliata, Torino, Bollati Boringhieri, 2016, ISBN 978-88-339-2717-6.
- Centauri. Alle radici della violenza maschile, nuova edizione rivista, aggiornata e ampliata, Torino, Bollati Boringhieri, 2016, ISBN 9788833928081.
- Nella mente di un terrorista. Conversazione con Omar Bellicini, Torino, Einaudi, 2017, ISBN 8806235761.
- Vedere il vero e il falso, Torino, Einaudi, 2018, ISBN 9788858429501.
- Utopie minimaliste: ecologia profonda, psicologia e società, Milano, Chiarelettere, 2021, ISBN 9788832964080.
- Dialoghi sul male. Tre storie, Torino, Bollati Boringhieri, 2022, ISBN 9788833937847.
- Il declino del desiderio. Perché il mondo sta rinunciando al sesso. Torino, Einaudi, 2022, ISBN 9788806251734.
- Sotto l'iceberg. Presenze inconsce nella società e nella storia, Torino, Bollati Boringhieri, 2023, ISBN 9788833940243.
- Paranoia. La follia che fa la storia, nuova edizione, Torino, Bollati Boringhieri, 2023, ISBN 9788833942117.
- Narrare l'Italia. Dal vertice del mondo al Novecento, Torino, Bollati Boringhieri, 2024,  ISBN 9788833940854.

### Libri in inglese
- Drugs, Addiction, and Initiation: The Modern Search for Ritual. 1st ed. Boston: Sigo, 1989; 2nd ed. Einsiedeln, CH: Daimon, 2000. ISBN 3-85630-595-5.
- Growth and Guilt: Psychology and the Limits of Development, 1995. ISBN 0-415-11661-9.
- The Father: Historical, Psychological, and Cultural Perspectives. London & New York: Brunner-Routledge, 2001. ISBN 1-58391-107-3. [Gradiva Award, 2002]
- Jungian Reflections on September 11: A Global Nightmare. Eds. Luigi Zoja and Donald Williams. Einsiedeln, CH: Daimon, 2002. ISBN 3-85630-619-6.
- Cultivating the Soul. London: Free Association, 2005. ISBN 1-85343-758-1.
- Ethics and Analysis. College Station: Texas A & M University Press, 2007.  ISBN 978-1-58544-578-3. [Gradiva Award, 2009]
- Violence in History, Culture, and the Psyche: Essays. New Orleans: Spring Journal Books, 2009. ISBN 978-1-882670-50-5.
- Paranoia: The Madness that Makes History. London & New York: Routledge, 2017. ISBN 978-1138673540